# ジャンニ・ブルーノ
ジャンニ・ブルーノ（Gianni Bruno, 1991年8月19日 - ）は、ベルギー・リエージュ出身のサッカー選手。エユプスポル所属。ポジションはフォワード。

## 経歴
父がコーチを務めていたRFCリエージュ、その後スタンダール・リエージュの下部組織を経てLOSCリール・メトロポールに所属した。スタンダールからはプロ契約をオファーされたが。それを断りフランスに入った。
2012年1月11日のオリンピック・リヨン戦でデビュー。
2014-15シーズンよりエヴィアン・トノン・ガイヤールFCと5年契約を結んだ。1ヶ月後にFCロリアンに期限付き移籍した。
2017年7月3日、サークル・ブルッヘと1年契約を結んだ。
2021年6月11日、KAAヘントと3年契約を結んだ